# ФК ВВ Вианен
Фудбалски клуб Вианен  познатији под називом ВВ Вианен ( холандски : VV Vianen и енглески: VV Vianen) је аматерски фудбалски клуб из Холандије који тренутно наступа за 6. лигу Холандије или званично названу Шесту Класу (холандски :Eerste Klasse),  основан је 1983. године и наступа на стадиону Blankensteyn Sportcomplex са својиим ривалом клубом Brederodes, стадион има капацитет од 500 седишта и неиспуњава захтеве за Ередивизију нити за другу лигу Холандије ни самим тим профенионални део лиги Холадског шампионата. Клуб је генералну популарност добио са својим каналом на ТикТоку где има више од 700 хиљада пратилаца.

## Историја тима
ВВ Вианен је основан 1980-их као алтернатива за доминантнији локални фудбалски клуб Бредеродес, који је успоставио своју позицију од раних 1920-их. Никада није достигао исти број чланова што је изазвало финансијске проблеме, што је довело до неколико реорганизација, као на пример 2007. године, када је обновљени одбор почео више да улаже у развој младих. Најзапаженији резултат првог тима је његово унапређење у 2. класу 2001. године, након чега је уследило 5. место у сезони 2001-02. После три узастопна испадања, клуб се нашао између 4. и 5. класе од сезоне 2005-06.ВВ Вианен је у резервним фудбалским лигама од сезоне 2017-18, само у истим лигама као и раније. Триколореси су на почетку сезоне 2022-23 развили нови тим, комбинујући и регионалне младе и искусне играче. Након тога, тим је морао да почне на дну холандске фудбалске пирамиде да би се први пут појавио у суботњем резервном 6. класе.

## Онлајн слава
Након мукотрпног испадања и суочавањем са кризом да ће играти у лизи што ће изазвати најгору сезону тим осваја први трофеј, трофеј купа између такмичара у засебној дивизји, а успут и једеини трофеј клуб одлучује да направи налог на ТикТоку крајем 2022. Узаступно добијањем пратиоца и суочавањем са тимовима из целог света и лигама (као на пример Црвеном звездом или са налогом Лиге Шампиона) резултовао је јек пратиоца и фанова да достигне да по популарности на тик току буде 4. тик иза Фејнорда и Ајакса . Ривалитет на интернету је био генерално између ФК Креатора који су изазвали јаз када су подедили Вианен 16-1 да би се касније по информацијама са интернета Вианен узвратио 32-0. Једну шалу коју су чак и веси ББЦ признале јесте једноставна слика фудбалера Кристијана Роналда са својим сином али упаљеним телефоном и сликом о документом како ће из Ал-Нассра да пређе у Вианен. Шала са Звездом садржала је да пошто коментар звезде на видео „Winning trophies are not for everyone" звезда је рекла да Вианнен подсећа на фан страницу IShowSpeeda због масовног приказивања спееда на страници. Вианен без могућности да одговри пошто обичан видео када им неко тако одговори јесте увреда како Вианен има више освојених титула, пошто звезда никад није играла са њима а има засигурно више трофеја Вианен је одговорио са тим када је Холандија победила Србију у пријатељском мечу 2:1 где су навиачи звезде масовно извређали Вианен што је био једини пут где је Вианен био манипулисан јавно.

## Стадион
Стадион Blankensteyn Sportcomplex има капацитет од 500 седишта који је од своје изградње реновиран једном због убацивања програма за децу и њихов тим који је до уласка ТикТок налога био популарнији и једине фотографије су са дечијих тренинга и утакмица, стадион никад није додавао седишта, фан шоп је испред стадиона где неко из тиме стоји на малом штанду (аматерски стадион нема скоро уопште пар соба па су неке генералне поставе стадиона изван терена), има изграђен само један део где су изграђени тих 500 седишта, има ресторан и свачионице.

### Где се стадион признаје
Стадион собзиромда има као новоизграђен на пример 500 седишта и нема основне собе, неможе биити примљен у нека такмичења, европска такмичења Лига Европе/Шампиона/Конференције неприхвата аметерске клубове нити стадион, све топ 3 лиге Холандије према правилима неприхватају такав капацитет док аматерски део шампионата 4.-5. лига прихватају такав стадион. Собзиром да стадион није имао довољан капацитет није могао играти ниједан меч све до недавно где ће играти меч против ТСВ Хартберга , иако звучи као шала меч ће бити стварно одигран што ће можда бити и најпознатији меч Вианена.

### Дечији тим
Вианен је изјавио 2011. године да ће да се уведе сектор за младе таленте од 4-7 година да се придруже тиму. То је био поред свега овога велики успех економски за Вианен, утицај на студион јесте увођење сектора за децу у ресторану и прилагођавање стадиона који је резултирао да клуб реновира стадион стар скоро 40 година, упркос томе тим није могао сам да донесе одлуку зато што није био једини власник, ипак реновирање се десило без унапређења седишта.

## Тимови Вианена и непозната постава
Вианен има тимове од У-10, У-12, У-16, У-19 и 35+ тим који игра у шестој лизи, информације о тимовима непостоје нити имена играча, бившег играче једино можемо предпоставити да је Де Јонг био продат за 1 евро из Вианена али наравно мит са ТикТока проверено је лаж  собзиром да је ФК Вилем II продао га као малду наду за 1 евро Ајаксу.

## Најзначајнији мечеви
(за више информација погедати: ВВ Вианен - ТСВ Хартберг или ВВ Вианен - ФК Креаторс ривалство)
| Тим 1     | резултат | тим 2         |
| --------- | -------- | ------------- |
| ВВ Вианен | 13.4 меч | ТСВ Хартберг  |
| ВВ Вианен | 32-0     | ФК Креатори   |
| ВВ Вианен | 1-16     | ФК Креатори   |
| ВВ Вианен | 1-8      | VV Brederodes |